# Ålbäck
Ålbäck är en gård i Tunabergs socken, Nyköpings kommun.
Ålbäck omtalas i dokument första gången 1494 då Birgitta Olofsdotter (Tott) sålde en gård i Ålbäck ("Aalebech") till Sten Sture den äldre. 1502 upptas en gård i Ålbäck med utjord i Torskhult. Den kom att hamna under Gustav Vasa och 1531 upptas Ålbäck i skattelängderna som arv och eget. Nuvarande gården är relativt välbevarad, placerad i en u-form runt gårdsplanen. Huvudbyggnaden utgörs av en låg parstuga, även en timrad enkelstuga och bod finns bevarade i gården. En ny manbyggnad uppfördes 1920 på andra sidan vägen. Ekonomilängorna härrör från slutet av 1800-talet.